# Ponzisvindel
Ponzisvindel (også kendt som en Ponzi-fidus og Ponzispil) er en svindelmetode der fungerer ved, at eksisterende investorer modtager afkast fra indskud betalt af nye investorer.
Svindleren får ofrene til at tro at afkastet kommer fra salg af produkter eller anden bedrift, og eksisterende investorer ved derfor ikke at nye investorer er kilden til deres afkast. En Ponzi-fidus kan opretholde illusionen af en fungerende virksomhed så længe nye investorer investerer kapital, og så længe eksisterende investorer ikke kræver tilbagebetaling og stoler på de ikke-eksisterende aktiver de tror at være i besiddelse af. Ofte tilbyder fidusen derfor et meget højt afkast med en lav risiko.
Ponzisvindel adskiller sig fra pyramideforetagende fordi deltagerne ikke er klar over at indkomsten kommer fra indskud fra nye deltagere. Modsat pyramideforetagender er det ikke nødvendigt for investorerne at hverve nye medlemmer.

## Historie
Ponzisvindel er opkaldt efter Charles Ponzi, en amerikaner af italiensk herkomst.
Den største Ponzifidus i nyere tid var Bernie Madoffs investeringsfond. Fonden gav store og stabile afkast til investorerne, og det var utydeligt, hvor pengene kom fra (nye investorer) indtil fidusen kollapsede.